# Conseil d'État (Côte d'Ivoire)
Pour les articles homonymes, voir Conseil d'État.
Le Conseil d’État est, en Côte d’Ivoire, une institution publique chargée de deux missions principales : il est le conseiller du Gouvernement et la plus haute des juridictions de l’Ordre administratif. Le système juridictionnel ivoirien connaît en effet la dualité des ordres de juridiction (ordre judiciaire et ordre administratif). Le juge suprême dans l’ordre judiciaire est la Cour de cassation.
Dans son rôle de conseiller, la constitution oblige le Gouvernement à le consulter sur un certain nombre d’actes, notamment les projets de lois. Dans son rôle juridictionnel, il est le juge suprême pour les recours dirigés contre les décisions prises par une autorité publique. Il siège à Abidjan
Si la constitution oblige le gouvernement à consulter le juge administratif pour les projets de loi, il y a de quoi se poser des questions quant à la nature de celle-ci. Une telle obligation laisserait croire qu'un projet de loi est un acte administratif. 

## Histoire
Le Conseil d’État n’existe dans sa conception actuelle que depuis 1998. Auparavant, il faisait partie de la Cour suprême jusqu’à l’éclatement de celle-ci comme l’était la Cour de cassation et la Cour des comptes.

## Compétences
Le Conseil d’État réunit deux types de compétences : 
- Attributions consultatives
- Attributions juridictionnelles